# Mesanthura occidentalis
Mesanthura occidentalis är en kräftdjursart som beskrevs av Menzies och Barnard 1959. Mesanthura occidentalis ingår i släktet Mesanthura och familjen Anthuridae. Inga underarter finns listade i Catalogue of Life.